# TV-3341
La TV-3341 és una carretera local de la comarca de la Terra Alta. Duu la T perquè és de les carreteres que pertanyen a la demarcació de Tarragona, i la V pel seu antic caràcter de carretera veïnal. Discorre pel terme municipal d'Horta de Sant Joan, d'aquella comarca.
La carretera arrenca de la T-334, a l'Encreuament, al nord de la població d'Horta de Sant Joan. Des d'aquest lloc la carretera s'adreça cap al nord-oest, i en 3 quilòmetres i mig arriba al Pont d'Arenys, sobre el riu Algars, on acaba el seu recorregut en enllaçar amb carreteres aragoneses.